# 陈理 (元末)
陈理（1351年—1408年），湖北沔阳人，元朝末年大汉皇帝陈友谅的次子。

## 歷史
至正二十三年（1363年）七至八月，陈友諒与朱元璋战于鄱阳湖，史称“鄱阳湖之战”，中流矢而死。陈友谅死后，张定边等人在武昌立陈理称帝，改元德寿。次年，朱元璋兵临武昌城下，陈理出降。陈理被朱元璋封为归德侯。明朝洪武五年（1372年），陈理全家被流放高丽，据高丽史料，陈理是今日韩国梁山陈氏的先祖。

## 延伸阅读
[在维基数据编辑]
 《新元史/卷226》，出自柯劭忞《新元史》

### 引用
1. ↑  朝鮮太宗實錄卷15, 8年(1408 戊子/永樂6年) 6月28日(乙巳)：「順德侯陳理卒。理卽友諒之子也。有子曰明善。及卒，賻米豆五十石、紙百卷，賜棺槨，仍咨報于禮部。」

### 书籍
- 《明史》列傳第十一

| 前任： 陈友谅 | 大漢皇帝 1363-1364 | 繼任： - |